# Eleição presidencial nos Estados Unidos em 2012
A eleição presidencial de 2012 nos Estados Unidos foi realizada em uma terça-feira, 6 de novembro de 2012. Foi a 57ª eleição presidencial do país, que oficialmente elege o presidente e o vice-presidente dos Estados Unidos em 17 de dezembro. O presidente Barack Obama concorreu para um segundo e último mandato. Seu principal concorrente foi o ex-governador de Massachusetts, o republicano Mitt Romney.
Como presidente em exercício, Obama garantiu a nomeação democrata sem oposição séria. Os republicanos tiveram uma primária competitiva. Romney manteve-se competitivo nas pesquisas e conquistou o apoio de muitos líderes do partido, mas enfrentou desafios de candidatos mais conservadores. Elegarantiu a nomeação de seu partido em maio, derrotando o ex-senador Rick Santorum, o ex-presidente da Câmara Newt Gingrich e o congressista do Texas Ron Paul, entre outros candidatos.
As campanhas focaram fortemente em questões domésticas, com debates centrados principalmente em respostas eficazes à Grande Recessão. Outras questões incluíam o orçamento federal de longo prazo, o futuro dos programas de seguridade social e o Affordable Care Act, programa legislativo de destaque de Obama. Também discutiram a política externa, incluindo o fim da Guerra do Iraque em 2011, gastos militares, o programa nuclear iraniano e as respostas adequadas ao terrorismo. Romney criticou as políticas domésticas de Obama como ineficazes e financeiramente insustentáveis, enquanto a campanha de Obama buscava caracterizar Romney como um empresário plutocrata e desconectado do cidadão comum. A campanha foi marcada por um aumento acentuado no financiamento, incluindo de Super PACs nominalmente independentes.
Obama derrotou Romney, obtendo a maioria tanto no Colégio Eleitoral quanto no voto popular. Obama obteve 332 votos eleitorais e 51,1% do voto popular, em comparação aos 206 votos eleitorais e 47,2% de Romney. Os resultados do Colégio Eleitoral foram certificados pelo Congresso em 4 de janeiro de 2013. Obama foi o primeiro presidente desde Ronald Reagan em 1984 a vencer a maioria do voto popular nacional mais de uma vez e o primeiro democrata a fazê-lo desde Franklin D. Roosevelt em 1944. Obama também se tornou apenas o sexto presidente democrata na história a conquistar um segundo mandato (depois de Andrew Jackson, Grover Cleveland, Woodrow Wilson, Franklin D. Roosevelt e Bill Clinton) e o terceiro presidente em exercício consecutivo (depois de Clinton e George W. Bush) a conquistar um segundo mandato.
Obama não venceu nos estados de Indiana, Carolina do Norte ou o 2º distrito congressional de Nebraska, mas crucialmente venceu todos os dezoito estados do "muro azul" e derrotou Romney em outros estados-pêndulo que os republicanos haviam vencido em 2000 e 2004, especialmente Colorado, Flórida, Nevada, Ohio e Virgínia. No total, dos nove estados-pêndulo identificados pelo The Washington Post na eleição de 2012, Obama venceu em oito, perdendo apenas na Carolina do Norte. Esta é a eleição presidencial mais recente na qual o candidato democrata venceu os estados de Iowa, Ohio e Flórida, junto com o 2º distrito congressional de Maine; também é a mais recente eleição presidencial na qual o presidente em exercício foi reeleito e a última em que nenhum dos candidatos dos dois principais partidos incluía uma mulher. Foi ainda a eleição mais recente em que um candidato presidencial obteve mais de 70% dos votos em qualquer estado, com o Havaí para Obama e Utah para Romney (até 2024 com Trump vencendo Wyoming), e a última eleição em que Donald Trump não foi o indicado republicano.
Todos os quatro principais candidatos a presidente e vice-presidente continuaram a exercer cargos públicos significativos após essa eleição. Obama serviu seu segundo mandato como presidente, enquanto Biden também serviu seu segundo mandato como vice-presidente e inicialmente se aposentou da política, mas mais tarde foi eleito presidente em 2020, derrotando o sucessor de Obama, o então presidente em exercício Donald Trump. Esta é a eleição mais recente em que os indicados dos dois principais partidos se tornariam presidentes. Romney mudou-se para Utah em 2014 e foi eleito para o Senado em 2018, sucedendo Orrin Hatch. Já Paul Ryan serviu mais três mandatos na Câmara e eventualmente tornou-se presidente da Câmara, cargo que ocupou de 2015 até sua aposentadoria da política em 2019.

## Mudanças no colégio eleitoral
A população dos Estados Unidos está mudando continuamente, e alguns estados crescem mais rápidos que outros. Com o censo de 2010, uma nova formulação no número de congressistas em cada estado foi feita, movendo alguns distritos que crescem devagar para os que crescem rápido. Como resultado, a maior parte dos estados teve um número diferente de votos no colégio eleitoral em 2004 e em 2008.
O Censo de 2010 mudou o Colégio Eleitoral, repartindo novamente os votos para as eleições presidenciais de 2012, 2016 e 2020 nos seguintes estados:
| Estados democratas em 2000, 2004 e 2008 - Illinois – menos 1 voto - Massachusetts – menos 1 voto - Michigan – menos 1 voto - Nova Jersey – menos 1 voto - Nova Iorque – menos 2 votos - Pensilvânia – menos 1 voto - Washington – mais 1 voto | Estados republicanos em 2000, 2004 e 2008 - Arizona – mais 1 voto - Geórgia – mais 1 voto - Luisiana – menos 1 voto - Missouri – menos 1 voto - Carolina do Sul – mais 1 voto - Texas – mais 4 votos - Utah – mais 1 voto | Estados indecididos - Flórida – mais 2 votos - Iowa – menos 1 voto - Nevada – mais 1 voto - Ohio – menos 2 votos |

Mudanças no número de votos em cada estado de acordo os censos de 2000 e 2010:estados em azul ganharam votos, devido à realocação baseada com o censo mais recente. Estados em marrom perderam votos.

Oito estados (Arizona, Flórida, Geórgia, Nevada, Carolina do Sul, Texas, Utah e Washington) ganharam votos, devido à redistribuição com base no Censo de 2010. Similarmente dez estados (Illinois, Iowa, Louisiana, Massachusetts, Michigan, Missouri, Nova Jersey, Nova Iorque, Ohio e Pensilvânia) perderam votos.
No clima político de 2011, a perde líquida do Partido Democrata no colégio eleitoral nos estados ganhos por Al Gore (2000), John Kerry (2004) e Barack Obama (2008) somava seis votos eleitorais, tornando o partido com um total nacional de 242 votos em estados seguros. Por outro lado, o Partido Republicano vai conseguir um ganho líquido de seis votos eleitorais em estados vencidos por George W. Bush e John McCain nas últimas três eleições presidenciais, tornando o Partido Republicano com total nacional de 180 votos. Os votos atribuídos aos demais estados (ou seja, aqueles em que a maioria votou em dois candidatos democratas e republicanos durante as últimas três eleições presidenciais) permanecem inalteradas em relação as outras eleições, somando um total nacional de 115 votos.
Em 2011, vários estados aprovaram leis novas que foram atacadas pelo Partido Democrata como tentativas de melhorar as perspectivas presidenciais do Partido Republicano. As medidas foram tomadas na Flórida, Geórgia, Ohio, Tennessee e Virgínia Ocidental para reduzir o período da votação antecipada. Flórida e Iowa barraram o direito de votar de todos os criminosos. Kansas, Carolina do Sul, Tennessee, Texas e Wisconsin passaram a exigir que os eleitores se identificam com identificações emitidas pelo governo antes que pudessem votar. Obama, a NAACP, e o Partido Democrata lutaram contra muitas das novas leis estaduais, e o ex-presidente Bill Clinton denunciou as leis, dizendo: "Nunca vi na minha vida, desde que se removeu o imposto de votação e todos os obstáculos criados pelas  leis Jim Crow, um esforço para limitar a votação como vemos hoje". Ele disse que os movimentos que efetivamente privavam bloqueios eleitorais fundamentais nas votações eleitorais eram de tendência liberal, estudantes universitários, negros e latinos. A revista Rolling Stone criticou o Conselho Legislativo American Exchange por fazer lobby nos estados para aprovar essas leis. A campanha de Obama lutou contra a lei de Ohio, levando o assunto para um referendo estadual para revogá-la a tempo para a eleição de 2012.
Um novo plano foi proposto na Pensilvânia, que iria mudar a sua representação no colégio eleitoral, passando da atual forma onde o ganhador leva todos os votos eleitorais do estado para o modelo de votação de distrito por distrito. O governo e o congresso tem controlado as propostas dos republicanos, as propostas foram vistas por alguns como uma afronta aos esforços de Obama à reeleição.

## Partido Democrata

### Primárias
Com um presidente que tenta a reeleição contra a oposição forte, a eleição para a nomeação democrata foi em grande parte sem intercorrências. O processo de indicação consistiu em primárias e caucuses, realizadas em 50 estados, bem como no Guam, Porto Rico, Distrito de Colúmbia, Ilhas Virgens Americanas, Samoa Americana e Ilhas Marianas do Norte. Além disso, os membros do alto escalão do partido conhecidos como superdelegados tiveram direito ao voto na convenção. Alguns dos principais adversários superaram o total de votos do presidente em alguns territórios, embora nenhum deles teve um impacto significativo na contagem de delegados. Concorrendo sem oposição em toda a parte, o presidente Obama consolidou seu status como o candidato democrata em 3 de abril de 2012 ao garantir o número mínimo de delegados comprometidos necessários para ganhar a nomeação do partido.

### Candidato
|                                               | Barack Obama                                       | Joe Biden |
| para Presidente                               | para Vice-Presidente                               |           |
|                                               |                                                    |           |
| 44º Presidente dos Estados Unidos (2009–2013) | 47º Vice-presidente dos Estados Unidos (2009–2013) |           |
| Campanha                                      |                                                    |           |

## Partido Republicano
O processo de indicação consistiu em primárias e caucuses, realizadas em 50 estados, além do Guam, Porto Rico, Distrito de Colúmbia, Ilhas Virgens Americanas, Samoa Americana e Ilhas Marianas do Norte. O vencedor de cada uma dessas eleições primárias recebeu um número de delegados proporcional à percentagem de votos populares recebidos, o vencedor ganha todos os delegados ou em alguns estados os dois primeiros colocados ganham delegados. Além disso, os membros do RNC, conhecidos como superdelegados, possuem direito ao voto na convenção do partido.

### Candidato
|                                             | Mitt Romney                                  | Paul Ryan |
| para Presidente                             | para Vice-Presidente                         |           |
|                                             |                                              |           |
| 70º Governador de Massachusetts (2003–2007) | Representante pelo Wisconsin (1999–presente) |           |
| [ 25 ] [ 26 ]                               |                                              |           |

### Primárias
Os candidatos consideravelmente conhecidos que entraram na eleição para nomeação presidencial republicana nas etapas iniciais da campanha primária foram: o representante e ex-libertário Ron Paul; o ex-governador Tim Pawlenty, que co-presidiu a campanha de John McCain em 2008; o ex-governador Mitt Romney, que ficou na segunda colocação nas primárias de 2008; e o ex-presidente da Câmara Newt Gingrich.
O primeiro debate ocorreu em 5 de maio de 2011, em Greenville, na Carolina do Sul, contando com a participação do empresário Herman Cain, do ex-governador do Novo México Gary Johnson, Ron Paul, Timoty Pawlenty, e o ex-senador pela Pensilvânia Rick Santorum. Houve um outro debate um mês depois, com Gingrich, Romney, o ex-governador de Utah Jon Huntsman e representante Michele Bachmann. Um total de 13 debates foram realizados antes do caucus de Iowa.
O primeiro grande evento da campanha foi a Ames Straw Poll, que foi realizada em Iowa em 13 de agosto de 2011. Pawlenty retirou-se da eleição depois de ter um desempenho mal nessa pesquisa (obteve 13,6% das intenções de votos), o representante Thaddeus McCotter fez o mesmo. Bachmann ganhou a enquete, e isto provou ser o auge da sua campanha.
Um segmento do eleitorado conservador acharam Romney demasiadamente liberal ou moderado, e um número de potenciais candidatos "anti-Romney" foram apresentados, entre eles Donald Trump, Sarah Palin, e o governador do Texas Rick Perry. Rick Perry após análises, decidiu se candidatar. Ele se saiu mal em debates posteriores, e Caim e Gingrich ficaram a frente de Perry.
Devido a uma série de escândalos, Caim se retirou pouco antes do final do ano, depois de conseguir a presença cédula de votação em vários estados. Johnson que tinha participado de apenas um debate, retirou-se a fim de buscar a indicação do Partido Libertário.
Pela primeira vez na história moderna do GOP, três candidatos diferentes ganharam as três primeiras primárias. Embora Romney foi considerado o vencedor de Iowa e New Hampshire, Santorum foi declarado o vencedor (por 34 votos) em Iowa algumas semanas após as convenções partidárias. Gingrich ganhou na Carolina do Sul por uma margem surpreendentemente grande.
Alguns candidatos desistiram depois dessas primárias. Bachmann, que que acabou na quinta colocação em Iowa, retirou-se após as convenções partidárias. Huntsman desistiu da candidatura após ficar em terceiro em Nova Hampshire, e Perry desistiu quando as pesquisas mostraram o desempenho baixo na Carolina do Sul.
Santorum, que havia feito uma forte campanha em Iowa, após a vitória no estado fez sua campanha nacional crescer e ganhou em mais três estados em 7 de fevereiro. Romney venceu todas as primárias após a da Carolina do Sul, incluindo a Flórida, visto na época como uma grande vitória sobre Gingrich.
As primárias da Super Terça aconteceram em 6 de março. Com dez estados votantes e 391 delegados em jogo, chegando a metade dos 707 delegados que estavam em jogo na Super terça de 2008. Romney venceu em seis estados (Alasca, Idaho, Massachusetts, Ohio, Vermont e Virgínia) e Santorum em três estados (Dakota do Norte, Oklahoma e Tennessee), enquanto Gingrich venceu apenas em seu estado natal, a Geórgia. Durante todo o resto de março, 266 delegados foram distribuídos em 12 primárias, incluindo todas as primárias territoriais. Santorum ganhou no Kansas e três primárias do Sul, mas foi incapaz de fazer obter diferença de votos a nível nacional em relação à Romney, que permaneceu o favorito depois de garantir mais da metade dos delegados de março.
Em 10 de abril, Santorum suspendeu sua campanha, deixando Mitt Romney como o favorito para a indicação presidencial. Gingrich começou a afirmar que ele era o último candidato conservador e ainda fez campanha ativamente para a nomeação. Gingrich desistiu da candidatura em 1 de maio, depois de anúncio feito em 25 de abril sobre a desistência de Gingrich. No mesmo dia que o porta-voz de Gingrich anunciou sua desistência, o Comitê Nacional Republicano (RNC) declarou que Romney seria o provável candidato do partido. Paul permaneceu oficialmente na eleição, mas parou de fazer campanha em 14 de maio. Em 29 de maio, Romney venceu as primárias republicanas no Texas, os 155 delegados do estados foram suficiente para ele conquistar a nomeação do partido.
Romney escolheu o candidato à vice-presidência em 11 de agosto. Romney escolheu o representante do Wisconsin Paul Ryan. Eu uma pesquisa realizada entre os dias 11 e 13 de agosto com 508 eleitores, foi perguntado em qual candidato à vice presidência acha mais preparado para assumir como presidente caso fosse necessário, 44% dos pesquisados acreditam que Biden é mais capaz, já 29% optaram por Ryan.
Em 28 de agosto de 2012, os delegados da Convenção Nacional Republicana nomearam oficialmente Romney como candidato presidencial do partido. Romney aceitou formalmente a nomeação do partido em 30 de agosto de 2012.

#### Pré-candidatos do Partido Republicano
- Ron Paul, representante dos Estados Unidos pelo Texas (encerrou a campanha em 14 de maio de 2012; não apoiou nenhum candidato)[67]
- Newt Gingrich, ex-presidente da Câmara dos Representantes dos Estados Unidos pela Geórgia[68][69] (desistiu em 2 de maio de 2012 e declarou apoio à Mitt Romney)[70]
- Rick Santorum, ex-senador pela Pensilvânia (desistiu em 10 de abril de 2012 e apoiou Mitt Romney)[71][72][73]
- Buddy Roemer, ex-governador da Luisiana[74][75] (desistiu em 19 de janeiro de 2012 e apoiou Newt Gingrich, depois declarou apoio à Mitt Romney)
- Rick Perry, governador do Texas (desistiu em 19 de janeiro de 2012 e apoiou Newt Gingrich, e depois Mitt Romney)[76][77][78]
- Jon Huntsman, ex-embaixador dos Estados Unidos na China e ex-governador do Utah (desistiu em 15 de janeiro de 2012 e apoiou Mitt Romney)[79][80]
- Michele Bachmann, representante pelo Minnesota (desistiu em 4 de janeiro de 2012 e apoiou Mitt Romney)[81][82][83]
- Gary Johnson, ex-governador do Novo México (desistiu em 28 de dezembro de 2011 para concorrer à indicação do Partido Libertário)[84][85]
- Herman Cain, empresário da Geórgia (desistiu em 3 de dezembro de 2011 e endossou Newt Gingrich, e depois Mitt Romney)[86][87]
- Thaddeus McCotter, representante pelo Michigan (desistiu em 22 de setembro de 2011 e apoiou Mitt Romney)[88][89]
- Tim Pawlenty, ex-governador de Minnesota, (desistiu em 14 de agosto de 2011e apoiou Mitt Romney)[90][91]

| Pré-candidatos Republicanos        |                                              |                                                          |                                         |                                              |                                         |
|                                    |                                              |                                                          |                                         |                                              |                                         |
| Ron Paul Representante pelo Texas  | Fred Karger Consultor político e ativista    | Newt Gingrich Ex-presidente da Câmara dos Representantes | Rick Santorum Ex-senador da Pensilvânia | Buddy Roemer Ex-governador da Luisiana       | Rick Perry Governador do Texas          |
|                                    |                                              |                                                          |                                         |                                              |                                         |
| Jon Huntsman Ex-governador de Utah | Michele Bachmann Representante por Minnesota | Gary Johnson Ex-governador do Novo México                | Herman Cain Empresário                  | Thaddeus McCotter Representante por Michigan | Tim Pawlenty Ex-governador de Minnesota |

## Outros partidos

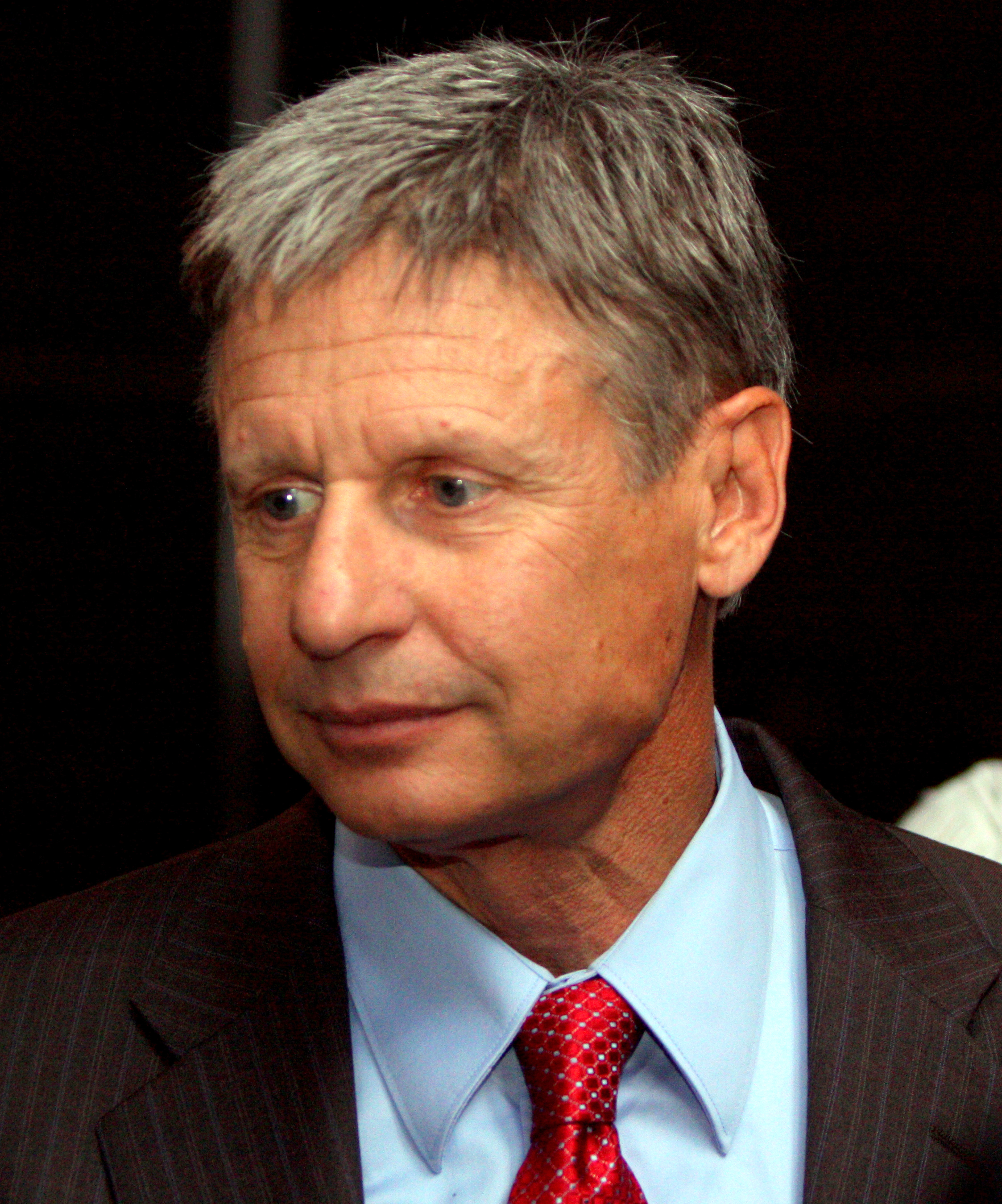
Gary Johnson

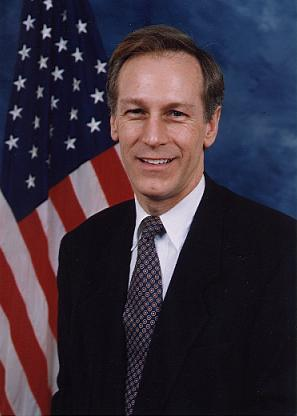
Virgil Goode

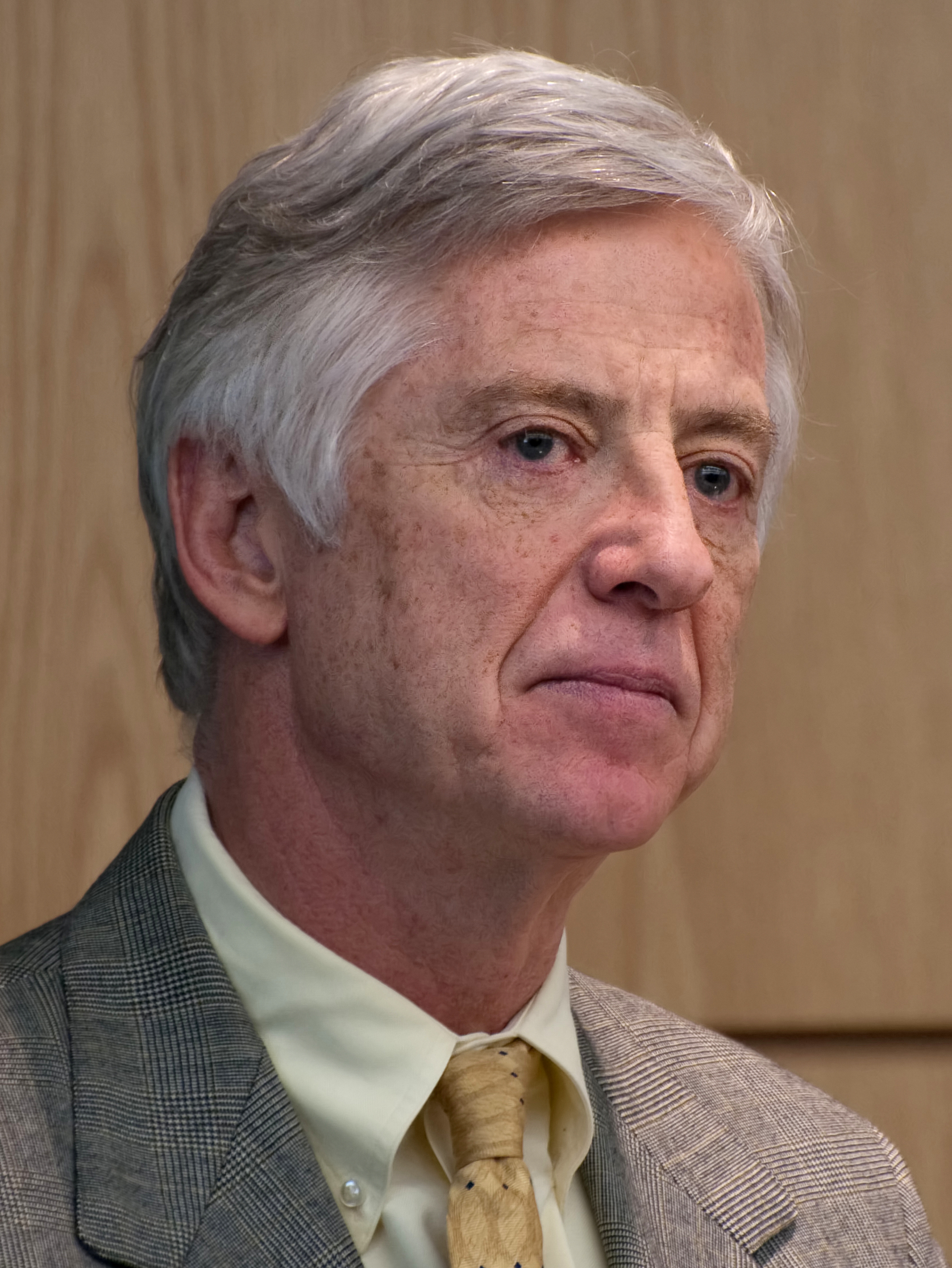
Rocky Anderson

Outros partidos também nomearam candidatos que possuem presença na cédula de votação de pelo menos 270 votos no colégio eleitoral, que é o número mínimo necessário para ser eleito presidente dos Estados Unidos. O Partido da Justiça não tem chances de eleger o candidato nomeado para a presidência, uma vez que pode ter no máximo 152 votos no colégio eleitoral.

#### Partido Libertário
- Gary Johnson, ex-governador do Novo México;[92] candidato à vice-presidente: James P. Gray, juiz aposentado da Califórnia[93]

Presente na cédula de votação: Johnson está em todas as cédulas de votação do país, exceto no Michigan e Oklahoma, onde sua presença na cédula votação foi contestado (515 votos potenciais no colégio eleitoral).

#### Partido Verde
- Jill Stein, médica de Massachusetts;[95][96] candidato à vice-presidente: Cheri Honkala, organizador social da Pensilvânia.[97]

Presente na cédula de votação: Alabama, Alaska, Arizona, Arkansas, Califórnia, Carolina do Sul, Colorado, Dakota do Norte, Delaware, Flórida, Havaí, Idaho, Illinois, Iowa, Kentucky, Louisiana, Maine, Maryland, Massachusetts, Michigan, Minnesota, Mississippi, Nebraska, Nova Hampshire, Nova Jersey, Novo México, Nova Iorque, Ohio, Oregon, Pensilvânia, Rhode Island, Tennessee, Texas, Utah, Virgínia, Virgínia Ocidental, Washington, Distrito de Colúmbia, Wisconsin - (447 votos potenciais no colégio eleitoral)

#### Partido da Constituição
- Virgil Goode, ex-representante dos Estados Unidos pela Virgínia;[99]  candidato à vice-presidente: Jim Clymer da Pensilvânia[100]

Presente na cédula de votação: Alabama, Carolina do Sul, Colorado, Dakota do Norte, Dakota do Sul, Flórida, Idaho, Iowa, Louisiana, Michigan, Minnesota, Missouri, Mississippi, Nova Hampshire, Nova Jersey, Novo México, Nova Iorque, Nevada, Ohio, Rhode Island, Tennessee, Utah, Virgínia, Washington, Wisconsin, Wyoming - (257 votos potenciais no colégio eleitoral)

#### Partido da Justiça
- Rocky Anderson, ex-prefeito Salt Lake City e membro fundador do Partido da Justiça do Utah; candidato à vice-presidente: Luis J. Rodriguez da Califórnia.[102][103]

Presente na cédula de votação: Colorado, Connecticut, Flórida, Idaho, Louisiana, Michigan, Minnesota, Mississippi, Nova Jersey, Novo México, Oregon, Rhode Island, Tennessee, Utah, Vermont, Washington - (152 votos potenciais no colégio eleitoral)
O Partido da Justiça é um novo partido que foi fundado em 13 de dezembro de 2011. Com um começo pequeno, apenas 30 pessoas no evento de lançamento com nenhuma equipe de TV cobrindo a fundação do partido, o partido conseguiu nomear Rocky Anderson para presidente, e vai aparecer na cédula de votação em 16 estados. Ele é agora o sexto maior partido em termos de acesso às cédulas de votações em eleições presidenciais.

#### Americans Elect
- Nenhum candidato nomeado

Presente na cédula de votação: antes de terminar o processo de fundação, a organização teve acesso às urnas em 29 estados, com 286 votos eleitorais.

### Convenções partidárias
- 3-6 de maio de 2012: convenção do Partido Libertário em Las Vegas, Nevada;[110] Gary Johnson ganhou a nomeação.[111]
- 15-13 de julho de 2012: convenção do Partido Verde realizada em Baltimore, Maryland;[112] Jill Stein ganhou a nomeação.[95]
- 27-30 de agosto de 2012: convenção do Partido Republicano em Tampa, na Flórida;[113] Mitt Romney ganhou a nomeação.
- 3-6 de setembro de 2012: convenção do Partido Democrata realizada em Charlotte, Carolina do Norte;[114] Barack Obama ganhou a nomeação.

## Eleição
Cronologia
- 6 de Novembro de 2012 – dia da eleição
- 17 de dezembro de 2012 – o colégio eleitoral deverá eleger formalmente o presidente e o vice-presidente.
- 3 de janeiro de 2013 – o Novo Congresso deverá tomar posse.
- 6 de janeiro de 2013 – os votos eleitorais deverão ser formalmente contados antes de uma sessão conjunta do Congresso.
- 20 de janeiro de 2013 – deverá ser feito o juramento do presidente eleito. o Novo mandato presidencial começa.
- 21 de janeiro de 2013 – dia da posse[115]

## Resultados
| Resultados finais da eleição para presidente dos Estados Unidos em 2012 | Resultados finais da eleição para presidente dos Estados Unidos em 2012 | Resultados finais da eleição para presidente dos Estados Unidos em 2012 | Resultados finais da eleição para presidente dos Estados Unidos em 2012 | Resultados finais da eleição para presidente dos Estados Unidos em 2012 | Resultados finais da eleição para presidente dos Estados Unidos em 2012 | Resultados finais da eleição para presidente dos Estados Unidos em 2012 | Resultados finais da eleição para presidente dos Estados Unidos em 2012 | Resultados finais da eleição para presidente dos Estados Unidos em 2012 |
| Candidato a presidente                                                  | Estado de origem                                                        | Candidato a vice-presidente                                             | Estado de origem                                                        | Partido                                                                 | Partido                                                                 | Voto popular                                                            | Voto popular                                                            | Colégio Eleitoral                                                       |
| Candidato a presidente                                                  | Estado de origem                                                        | Candidato a vice-presidente                                             | Estado de origem                                                        | Partido                                                                 | Partido                                                                 | Votos                                                                   | Porcentagem                                                             | Colégio Eleitoral                                                       |
| ----------------------------------------------------------------------- | ----------------------------------------------------------------------- | ----------------------------------------------------------------------- | ----------------------------------------------------------------------- | ----------------------------------------------------------------------- | ----------------------------------------------------------------------- | ----------------------------------------------------------------------- | ----------------------------------------------------------------------- | ----------------------------------------------------------------------- |
| Barack Obama                                                            | Illinois                                                                | Joe Biden                                                               | Delaware                                                                |                                                                         | Democrata                                                               | 65 915 795                                                              | 51,06%                                                                  | 332                                                                     |
| Mitt Romney                                                             | Massachusetts                                                           | Paul Ryan                                                               | Wisconsin                                                               |                                                                         | Republicano                                                             | 60 933 504                                                              | 47,20%                                                                  | 206                                                                     |
| Gary E. Johnson                                                         | Novo México                                                             | James Gray                                                              | California                                                              |                                                                         | Libertário                                                              | 1 275 971                                                               | 0,99%                                                                   | 0                                                                       |
| Jill Stein                                                              | Massachusetts                                                           | Cheri Honkala                                                           | Pennsylvania                                                            |                                                                         | Verde                                                                   | 469 627                                                                 | 0,36%                                                                   | 0                                                                       |
| Virgil Goode                                                            | Virginia                                                                | Jim Clymer                                                              | Pennsylvania                                                            |                                                                         | Constituição                                                            | 122 389                                                                 | 0,09%                                                                   | 0                                                                       |
| Roseanne Barr                                                           | Hawaii                                                                  | Cindy Sheehan                                                           | California                                                              |                                                                         | Paz & Liberdade                                                         | 67 326                                                                  | 0,05%                                                                   | 0                                                                       |
| Rocky Anderson                                                          | Utah                                                                    | Luis J. Rodriguez                                                       | California                                                              |                                                                         | Justiça                                                                 | 43 018                                                                  | 0,03%                                                                   | 0                                                                       |
| Tom Hoefling                                                            | Iowa                                                                    | J.D. Ellis                                                              | Tennessee                                                               |                                                                         | America's                                                               | 40 628                                                                  | 0,03%                                                                   | 0                                                                       |
| Andre Barnett                                                           | Nova York                                                               | Kenneth Cross                                                           | Arkansas                                                                |                                                                         | Reforma                                                                 | 956                                                                     | <0,01%                                                                  | 0                                                                       |
| Outros                                                                  | Outros                                                                  | Outros                                                                  | Outros                                                                  | Outros                                                                  | Outros                                                                  | 216 196                                                                 | 0,19%                                                                   | —                                                                       |
| Total                                                                   | Total                                                                   | Total                                                                   | Total                                                                   | Total                                                                   | Total                                                                   | 129 085 410                                                             | 100%                                                                    | 538                                                                     |
| Necessários para vencer                                                 | Necessários para vencer                                                 | Necessários para vencer                                                 | Necessários para vencer                                                 | Necessários para vencer                                                 | Necessários para vencer                                                 | Necessários para vencer                                                 | Necessários para vencer                                                 | 270                                                                     |

### Resultado por estados
| Estados/distritos vencidos por Obama/Biden |
| Estados/distritos vencidos por Romney/Ryan |

| Estado               | Votos eleitorais | Obama      | %      | Romney     | %      | Johnson   | %     | Stein   | %     | Outros  | %     | Margem     | %       | Total       | Result. finais |
| -------------------- | ---------------- | ---------- | ------ | ---------- | ------ | --------- | ----- | ------- | ----- | ------- | ----- | ---------- | ------- | ----------- | -------------- |
| Alabama              | 9                | 795.696    | 38,36% | 1.255.925  | 60,55% | 12.328    | 0,59% | 3.397   | 0,16% | 6.992   | 0,34% | −460.229   | −22,19% | 2.074.338   | Sim            |
| Alaska               | 3                | 122.640    | 40,81% | 164.676    | 54,80% | 7.392     | 2,46% | 2.917   | 0,97% | 2.870   | 0,96% | −42.036    | −13,99% | 300.495     | Sim            |
| Arizona              | 11               | 1.025.232  | 44,45% | 1.233.654  | 53,48% | 32.100    | 1,39% | 7.816   | 0,34% | 7.757   | 0,34% | −208.422   | −9.04%  | 2.306.559   | Sim            |
| Arkansas             | 6                | 394.409    | 36,88% | 647.744    | 60,57% | 16.276    | 1,52% | 9.305   | 0,87% | 1.734   | 0,16% | −253.335   | −23,69% | 1.069.468   | Sim            |
| Califórnia           | 55               | 7.854.285  | 60,24% | 4.839.958  | 37,12% | 143.221   | 1,10% | 85.638  | 0,66% | 115.445 | 0,89% | 3.014.327  | 23,12%  | 13.038.547  | Sim            |
| Carolina do Norte    | 15               | 2.178.391  | 48,35% | 2.270.395  | 50,39% | 44.515    | 0,99% | 0       | 0.00% | 12.071  | 0,27% | −92.004    | −2.04%  | 4.505.372   | Sim            |
| Carolina do Sul      | 9                | 865.941    | 44.09% | 1.071.645  | 54,56% | 16.321    | 0,83% | 5.446   | 0,28% | 4.765   | 0,24% | −205.704   | −10,47% | 1.964.118   | Sim            |
| Colorado             | 9                | 1.322.998  | 51,49% | 1.185.050  | 46,12% | 35.540    | 1,38% | 7.508   | 0,29% | 18.121  | 0,71% | 137.948    | 5,37%   | 2.569.217   | Sim            |
| Connecticut          | 7                | 905.083    | 58.06% | 634.892    | 40,73% | 12.580    | 0,81% | 863     | 0.06% | 5.542   | 0,36% | 270.191    | 17,33%  | 1.558.960   | Sim            |
| Dakota do Norte      | 3                | 124.966    | 38,70% | 188.320    | 58,32% | 5.238     | 1,62% | 1.362   | 0,42% | 3.046   | 0,94% | −63.354    | −19,62% | 322.932     | Sim            |
| Dakota do Sul        | 3                | 145.039    | 39,87% | 210.610    | 57,89% | 5.795     | 1,59% | 0       | 0.00% | 2.371   | 0,65% | −65.571    | −18.02% | 363.815     | Sim            |
| Delaware             | 3                | 242.584    | 58,61% | 165.484    | 39,98% | 3.882     | 0,94% | 1.940   | 0,47% | 0       | 0.00% | 77.100     | 18,63%  | 413.890     | Sim            |
| Flórida              | 29               | 4.237.756  | 50,01% | 4.163.447  | 49.04% | 44.726    | 0,53% | 8.947   | 0,11% | 35.286  | 0,42% | 74.309     | 0,88%   | 8.490.162   | Sim            |
| Geórgia              | 16               | 1.773.827  | 45,48% | 2.078.688  | 53,30% | 45.324    | 1,16% | 1.516   | 0.04% | 695     | 0.02% | −304.861   | −7,82%  | 3.900.050   | Sim            |
| Havaí                | 4                | 306.658    | 70,55% | 121.015    | 27,84% | 3.840     | 0,88% | 3.184   | 0,73% | 0       | 0.00% | 185.643    | 42,71%  | 434.697     | Sim            |
| Idaho                | 4                | 212.787    | 32,40% | 420.911    | 64.09% | 9.453     | 1,44% | 4.402   | 0,67% | 9.189   | 1,40% | -208.124   | -31,69% | 656.742     | Sim            |
| Illinois             | 20               | 3.019.512  | 57,60% | 2.135.216  | 40,73% | 56.229    | 1.07% | 30.222  | 0,58% | 835     | 0.02% | 884.296    | 16,87%  | 5.242.014   | Sim            |
| Indiana              | 11               | 1.152.887  | 43,93% | 1.420.543  | 54,13% | 50.111    | 1,91% | 625     | 0.02% | 368     | 0.01% | −267.656   | −10,20% | 2.624.534   | Sim            |
| Iowa                 | 6                | 822.544    | 51,99% | 730.617    | 46,18% | 12.926    | 0,82% | 3.769   | 0,24% | 12.324  | 0,78% | 91.927     | 5,81%   | 1.582.180   | Sim            |
| Kansas               | 6                | 440.726    | 37,99% | 692.634    | 59,71% | 20.456    | 1,76% | 714     | 0.06% | 5.441   | 0,47% | −251.908   | −21,72% | 1,159,971   | Sim            |
| Kentucky             | 8                | 679.370    | 37,80% | 1.087.190  | 60,49% | 17.063    | 0,95% | 6.337   | 0,35% | 7.252   | 0,40% | −407.820   | −22,69% | 1,797,212   | Sim            |
| Louisiana            | 8                | 809.141    | 40,58% | 1.152.262  | 57,78% | 18.157    | 0,91% | 6.978   | 0,35% | 7.527   | 0,38% | −343.121   | −17,21% | 1.994.065   | Sim            |
| Maine                | 4                | 401.306    | 56,27% | 292.276    | 40,98% | 9.352     | 1,31% | 8.119   | 1,14% | 2.127   | 0,30% | 109.030    | 15,29%  | 713.180     | Sim            |
| Maryland             | 10               | 1.677.844  | 61,97% | 971.869    | 35,90% | 30.195    | 1,12% | 17.110  | 0,63% | 10.309  | 0,38% | 705.975    | 26.08%  | 2.707.327   | Sim            |
| Massachusetts        | 11               | 1.921.290  | 60,65% | 1.188.314  | 37,51% | 30.920    | 0,98% | 20.691  | 0,65% | 6.552   | 0,21% | 732.976    | 23,14%  | 3.167.767   | Sim            |
| Michigan             | 16               | 2.564.569  | 54,13% | 2.115.256  | 44,64% | 7.774     | 0,16% | 21.897  | 0,46% | 28.479  | 0,60% | 449.313    | 9,48%   | 4.737.975   | Sim            |
| Minnesota            | 10               | 1.546.167  | 52,65% | 1.320.225  | 44,96% | 35.098    | 1,20% | 13.023  | 0,44% | 22.048  | 0,75% | 225.942    | 7,69%   | 2.936.561   | Sim            |
| Mississippi          | 6                | 562.949    | 43,79% | 710.746    | 55,29% | 6.676     | 0,52% | 1.588   | 0,12% | 3.625   | 0,28% | 147.797    | −11,50% | 1,285,584   | Sim            |
| Missouri             | 10               | 1.223.796  | 44,38% | 1.482.440  | 53,76% | 43.151    | 1,56% | 0       | 0.00% | 7.936   | 0,29% | −258.644   | −9,38%  | 2.757.323   | Sim            |
| Montana              | 3                | 201.839    | 41,70% | 267.928    | 55,35% | 14.165    | 2,93% | 0       | 0.00% | 116     | 0.02% | −66.089    | −13,65% | 484.048     | Sim            |
| Nebraska             | 5                | 302.081    | 38.03% | 475.064    | 59,80% | 11.109    | 1,40% | 0       | 0.00% | 6.125   | 0,77% | -172.983   | -21,78% | 794.379     | Sim            |
| Nevada               | 6                | 531.373    | 52,36% | 463.567    | 45,68% | 10.968    | 1.08% | 0       | 0.00% | 9.010   | 0,89% | 67.806     | 6,68%   | 1.014.918   | Sim            |
| Nova Hampshire       | 4                | 369.561    | 51,98% | 329.918    | 46,40% | 8.212     | 1,16% | 324     | 0.05% | 2,957   | 0,42% | 39.643     | 5,58%   | 710.972     | Sim            |
| Nova Jersey          | 14               | 2.122.786  | 58,22% | 1.478.088  | 40,54% | 21.035    | 0,58% | 9.886   | 0,27% | 14.092  | 0,39% | 644.698    | 17,68%  | 3.645.887   | Sim            |
| Novo México          | 5                | 415.335    | 52,99% | 335.788    | 42,84% | 27.788    | 3,55% | 2.691   | 0,34% | 2,156   | 0,28% | 79.547     | 10,15%  | 783.758     | Sim            |
| Nova Iorque          | 29               | 4.172.739  | 62,39% | 2.415.156  | 36,11% | 45.456    | 0,68% | 37.960  | 0,57% | 16.871  | 0,25% | 1.757.583  | 26,28%  | 6.688.182   | Não            |
| Ohio                 | 18               | 2.827.621  | 50,67% | 2.661.407  | 47,69% | 49.493    | 0,89% | 18.574  | 0,33% | 23.727  | 0,43% | 166.214    | 2,98%   | 5.580.822   | Sim            |
| Oklahoma             | 7                | 443.547    | 33,23% | 891.325    | 66,77% | 0         | 0.00% | 0       | 0.00% | 0       | 0.00% | −447.778   | −33,54% | 1.334.872   | Sim            |
| Oregon               | 7                | 970.488    | 54,24% | 754.175    | 42,15% | 24.089    | 1,35% | 19.427  | 1.09% | 21.091  | 1,18% | 216.313    | 12.09%  | 1,789,270   | Sim            |
| Pensilvânia          | 20               | 2.990.274  | 51,97% | 2.680.434  | 46,59% | 49.991    | 0,87% | 21.341  | 0,37% | 11.466  | 0,20% | 309.840    | 5,39%   | 5.753.506   | Sim            |
| Rhode Island         | 4                | 279.677    | 62,70% | 157.204    | 35,24% | 4.388     | 0,98% | 2.421   | 0,54% | 2.359   | 0,53% | 122.473    | 27,46%  | 446.049     | Sim            |
| Tennessee            | 11               | 960.709    | 39.08% | 1.462.330  | 59,48% | 18.623    | 0,76% | 6.515   | 0,26% | 10.400  | 0,42% | -501.621   | -20;40% | 2.458.577   | Sim            |
| Texas                | 38               | 3.308.124  | 41,38% | 4.569.843  | 57,17% | 88.580    | 1,11% | 24.657  | 0,31% | 2.647   | 0.03% | −1.261.719 | −15,78% | 7.993.851   | Sim            |
| Utah                 | 6                | 251.813    | 24,69% | 740.600    | 72,62% | 12.572    | 1,23% | 3.817   | 0,37% | 11.013  | 1.08% | -488.787   | -47,93% | 1.019.815   | Sim            |
| Vermont              | 3                | 199.239    | 66,57% | 92.698     | 30,97% | 3.487     | 1,17% | 0       | 0.00% | 3.866   | 1,29% | 106.541    | 35,60%  | 299.290     | Sim            |
| Virgínia             | 13               | 1.971.820  | 51,16% | 1.822.522  | 47,28% | 31.216    | 0,81% | 8.627   | 0,22% | 20.304  | 0,53% | 149.298    | 3,87%   | 3.854.489   | Sim            |
| Virgínia Ocidental   | 5                | 238.269    | 35,54% | 417.655    | 62,30% | 6.302     | 0,94% | 4.406   | 0,66% | 3.806   | 0,57% | -179.386   | -26,76% | 670.438     | Sim            |
| Washington           | 12               | 1.755.396  | 56,16% | 1.290.670  | 41,29% | 42.202    | 1,35% | 20.928  | 0,67% | 16.320  | 0,52% | 464.726    | 14,87%  | 3.125.516   | Sim            |
| Distrito de Colúmbia | 3                | 267.070    | 90,91% | 21.381     | 7,28%  | 2.083     | 0,71% | 2.458   | 0,84% | 772     | 0,26% | 245.689    | 83,63%  | 293.764     | Sim            |
| Wisconsin            | 10               | 1.620.985  | 52,78% | 1.410.966  | 45,94% | 20.439    | 0,67% | 7.665   | 0,25% | 11.379  | 0,37% | 210.019    | 6,84%   | 3.071.434   | Sim            |
| Wyoming              | 3                | 69.286     | 27,82% | 170.962    | 68,64% | 5.326     | 2,14% | 0       | 0.00% | 3.487   | 1,40% | −101.676   | −40,82% | 249.061     | Sim            |
| EUA Total            | 538              | 65.600.425 | 50,96% | 60.861.683 | 47,28% | 1.274.163 | 0,99% | 467.011 | 0,36% | 534.671 | 0,42% | 4.738.742  | 3,68%   | 128.737.953 |                |